# Yeda Dick
Yeda Pinheiro Dick (? - Porto Alegre, 27 de julho de 2016) foi uma professora emérita da UFRGS, foi a primeira professora mulher do Instituto de Química (IQ) da instituição, e a primeira mulher no Conselho Superior do CNPq.

## Biografia
Yeda Pinheiro foi aluna do curso de química em um período em que as mulheres precisavam de permissão do pai ou do marido para trabalhar fora de casa e poucas delas cursavam o ensino superior. Ela formou-se em 1950. Seu primeiro emprego foi no Moinho Rio-Grandense, onde trabalhou no preparo de rações balanceadas por dois anos. Em 1952, foi chamada a lecionar na Universidade, já que tivera um excelente desempenho acadêmico na graduação.
Sobre ser a primeira professora mulher do Instituto, ela comenta:
| “           | Eu também não tinha muitas alunas mulheres. No início, pensavam que o professor Pilla estava maluco por colocar uma mulher aqui dentro, um horror. Achavam que ia botar fogo na Universidade. | ” |
| — Yeda Dick | |   |

Ao longo da carreira, Yeda Pinheiro chegou a professora emérita da UFRGS, e foi a primeira mulher no Conselho Superior do CNPq. Ela e o esposo foram dos poucos pesquisadores de sua época, em parte influenciados pelo cunhado de Yeda que trabalhava como pesquisador na Alemanha e conseguia enviar para o Brasil os materiais necessários para as pesquisas.
Yeda faleceu em 27 de julho de 2016.

## Vida pessoal
Yeda Pinheiro conheceu Tuiskon Dick em um baile da Reitoria da universidade, logo que ele terminou seu mestrado.
| “           | Ele me tirou pra dançar e me disse "eu trabalho com aminoácidos". Respondi que conhecia, e acho que o surpreendi, porque talvez fosse a única pessoa que entendia do que ele estava falando. Aí tava pronto, dançamos a noite inteira. A placa do meu carro é 0507, a data em que nos conhecemos. Foi ele quem escolheu. | ” |
| — Yeda Dick | |   |

Os dois se casaram pouco tempo depois e tiveram três filhos: Deborah (formada em química), Luís Frederico (engenheiro) e Ingrid (médica). Todos formaram-se na UFRGS e Deborah e Luís Fernando são professores da instituição. Yeda e Tuiskon tiveram oito netos.

## Prêmios e homenagens
- 2000 - Medalha Simão Mathias, da Sociedade Brasileira de Química.[4]
- 2007 - Título de Professora Emérita da UFRGS.[4]
- 1980-1982 - Primeira mulher do Conselho Científico e Tecnológico (CCT) do CNPq.[5][6][7]
- A biblioteca do Instituto de Química da UFGRS leva o nome de Yeda em sua homenagem.[8][9]
- A Olimpíada de Química do Rio Grande do Sul (OQRS) premia a melhor participante com a Medalha Yeda Dick.[10]